# Агент Фънки
„Агент Фънки“ (на английски: Funky Monkey) е семейна комедия от 2004 г. на режисьора Хари Базил по сценарий на Ланси Кинси и Питър Нелсън. Във филма участват Матю Модайн, Сет Адкинс и Рома Дауни.

## Актьорски състав
| Актьор                | Роля           |
| --------------------- | -------------- |
| Матю Модайн           | Алек Маккол    |
| Рома Дауни            | Меган Дийн     |
| Сет Адкинс            | Майкъл Дийн    |
| Гилбърт Готфрид       | Доктор Сплийн  |
| Джефри Тамбор         | Треньорът      |
| Тейлър Негрон         | Джей Флик      |
| Пат Фин               | Питърс         |
| Бодхи Елфман          | Дръмънд        |
| Калей Криш            | Кристина       |
| Томи Дейвидсън        | Харланд        |
| Фред Уард             | Дон Декър      |
| Джеръми Джеймс Киснър | Нейтън Толивър |

## В България
В България филмът е пуснат на VHS и DVD от Съни Филмс на 22 юни 2005 г.
През 2009 г. е излъчен по Нова телевизия.